# Tmetothylacus tenellus
El bisbita dorado (Tmetothylacus tenellus) es una especie de ave paseriforme de la familia Motacillidae propia del este de África. Es la única especie del género Tmetothylacus.

## Descripción
El macho adulto es muy fácil de identificar. Su vientre y alas son amarillas. Su garganta y pecho son amarillos, en el pecho posee una franja oscura. La hembra es marrón, pero la parte inferior del ala es amarilla. Su tono es dorado.

## Distribución y hábitat
Se le encuentra en Etiopía, Kenia, Somalia, Sudán del sur, Tanzania y Uganda, y se han avistado ejemplares vagabundos en Oman, Sudáfrica y Zimbabue.
Habita en las llanuras secas, sabana y zonas arbustivas del este de África.